# نيكوش بيتروفيتش
نيكوش بيتروفيتش (بالصربية: Његош Петровић)‏ هو لاعب كرة قدم صربي في مركز الوسط، ولد في 18 يوليو 1999 في Krupanj ‏ في صربيا. لعب مع النجم الأحمر بلغراد.

## وصلات خارجية
- نيكوش بيتروفيتش على موقع الاتحاد الأوربي (الإنجليزية)
- نيكوش بيتروفيتش على موقع قاعدة بيانات كرة القدم.إي يو (الإنجليزية)
- نيكوش بيتروفيتش على موقع Soccerbase.com (لاعب) (الإنجليزية)
- نيكوش بيتروفيتش على موقع Soccerway.com (الإنجليزية)
- نيكوش بيتروفيتش على موقع عالم كرة القدم.نت (الإنجليزية)